# Mycomya islandica
Mycomya islandica är en tvåvingeart som beskrevs av Vaisanen 1984. Mycomya islandica ingår i släktet Mycomya och familjen svampmyggor. Arten är reproducerande i Sverige. Inga underarter finns listade i Catalogue of Life.